# Grata recordatio
Grata recordatio (česky „s radostnou vzpomínkou“) je třetí encyklika vydaná papežem Janem XXIII. dne 26. září 1959. Vyzývá k modlitbě Růžence během měsíce října a připomíná podobnou výzvu papeže Lva XIII. Tato meditativní opakovací modlitba jako tradiční symbol mariánské úcty je poměrně rozšířená mezi katolíky. 